# Ononis cristata
Ononis cristata är en ärtväxtart som beskrevs av Philip Miller. Ononis cristata ingår i släktet puktörnen, och familjen ärtväxter. Inga underarter finns listade i Catalogue of Life.

## Bildgalleri

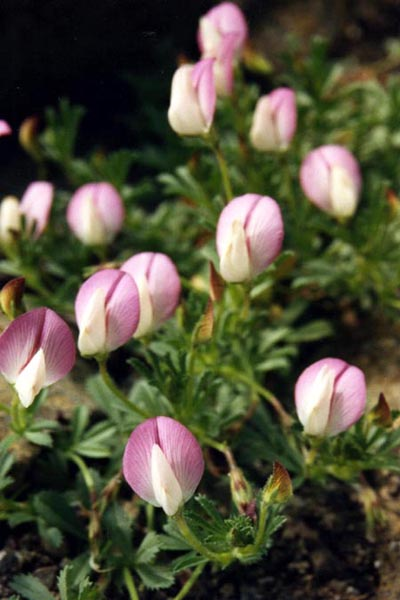
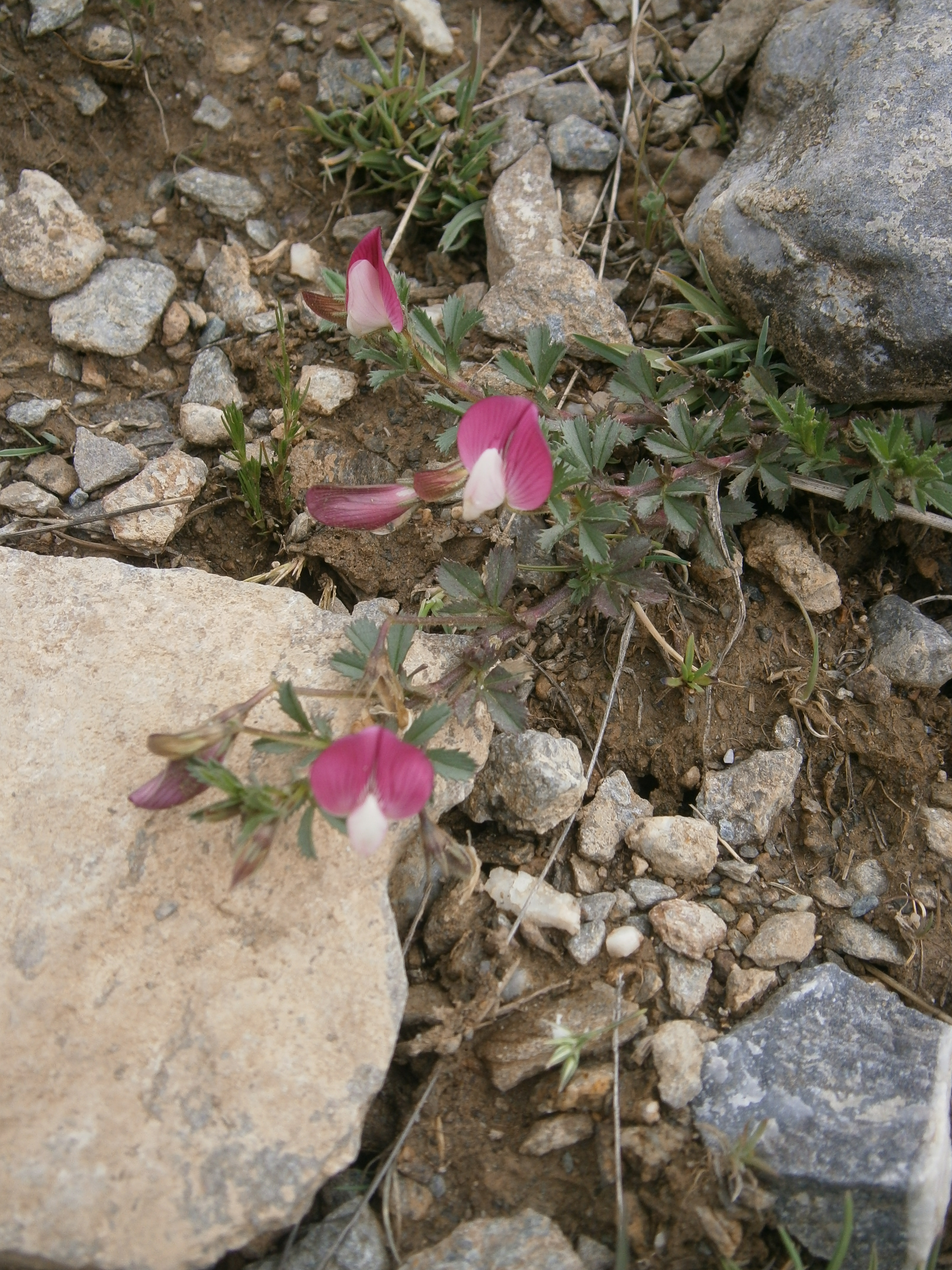
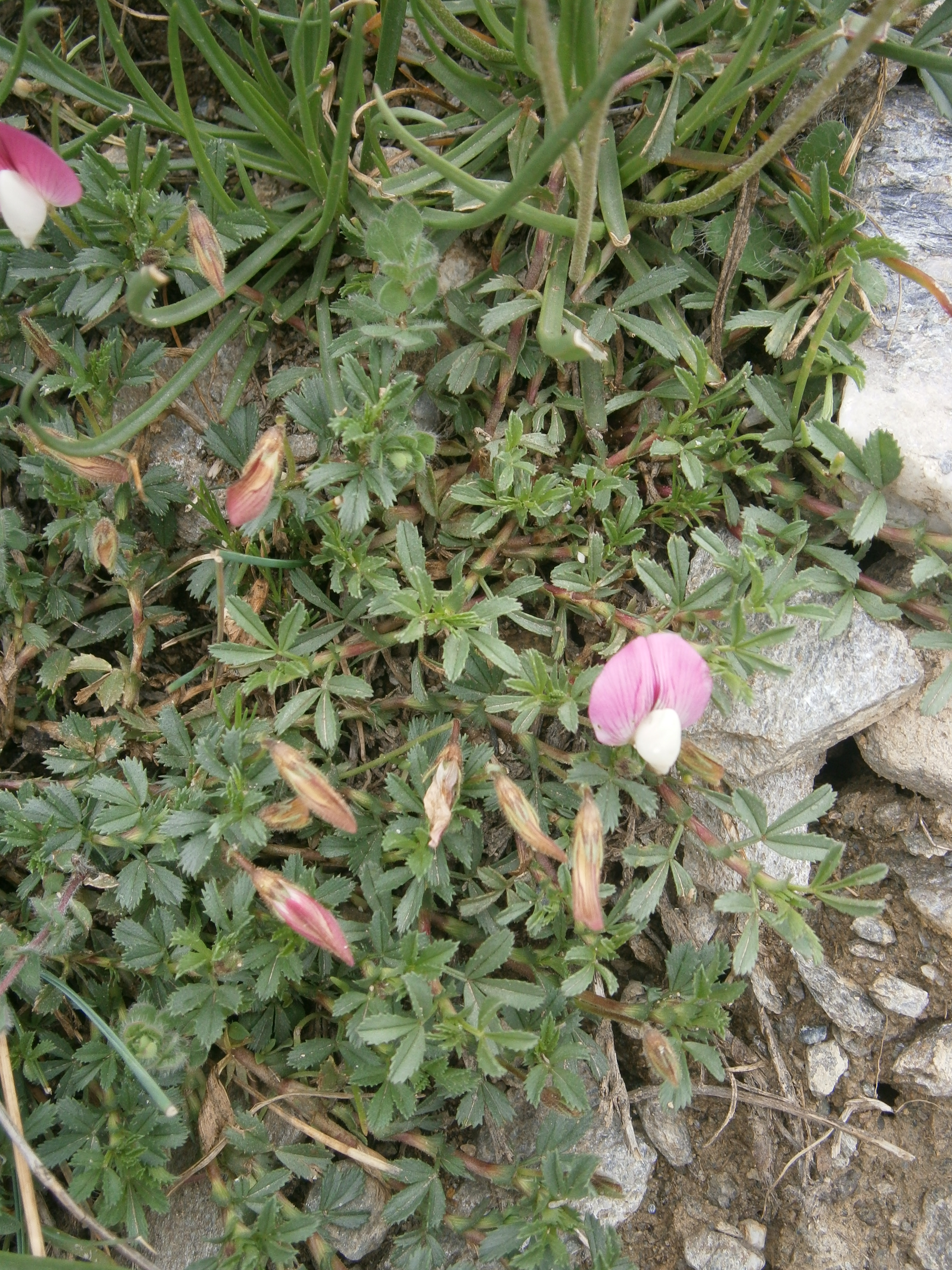
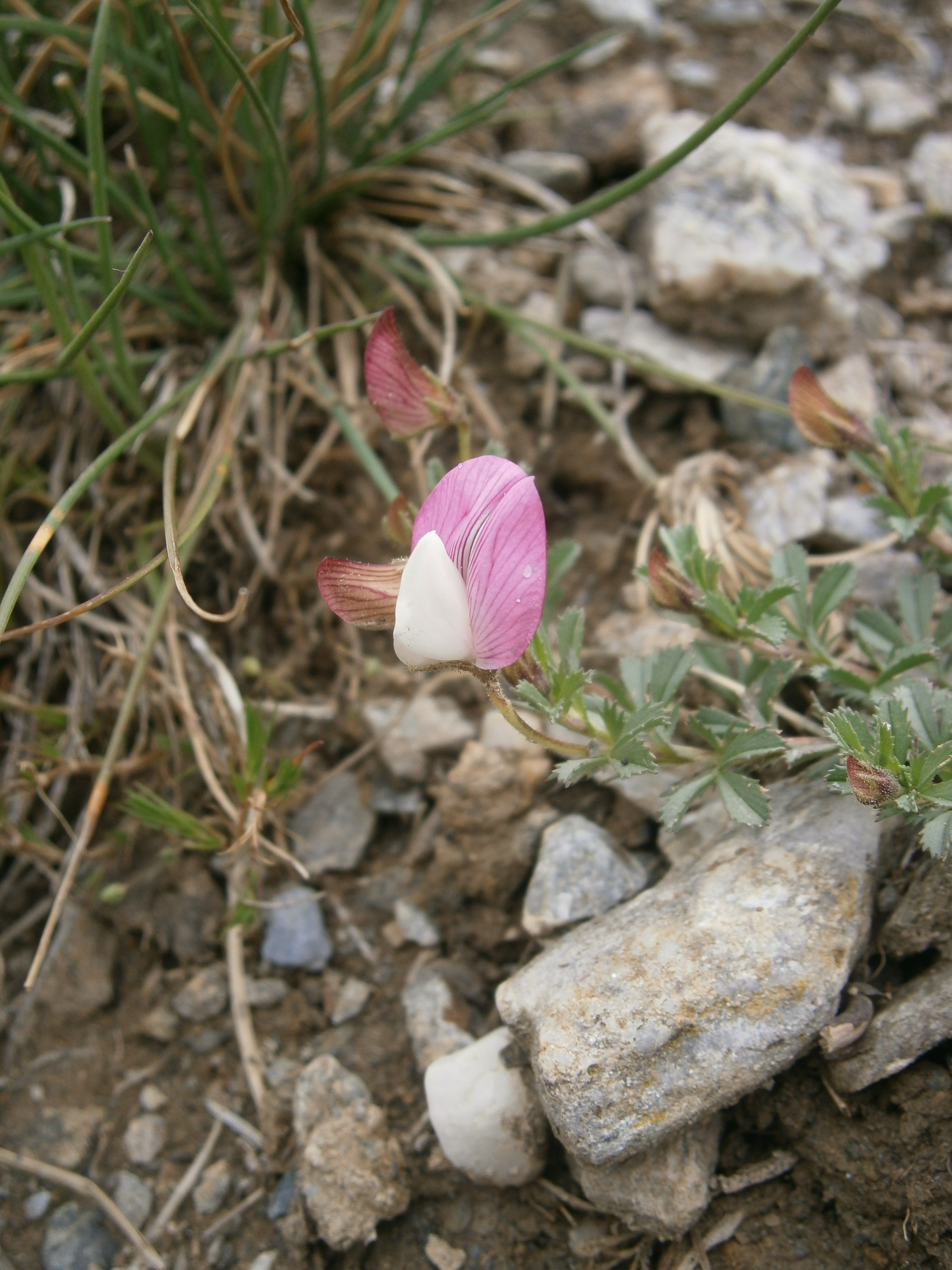